# Pseudopallene spinipes
Pseudopallene spinipes is een zeespin uit de familie Callipallenidae. De soort behoort tot het geslacht Pseudopallene. Pseudopallene spinipes werd in 1780 voor het eerst wetenschappelijk beschreven door Fabricius. 